# Plastic Surgery Slumber Party
Plastic Surgery Slumber Party – to debiutancki minialbum hollywoodzkiego piosenkarza Jeffreego Stara, wydany 13 marca 2007 roku na platformie ITunes.

## Spis utworów
1. "Eyelash Curlers & Butcher Knives (What's the Difference?)" - 3:34
2. "Plastic Surgery Slumber Party" - 2:14
3. "Straight Boys" - 2:53
4. "Ice Cream" - 1:50
5. "We Want Cunt" - 3:15
6. "Plastic Surgery Slumber Party" (Mig's Restitched Remix) - 3:22

## Pozycje na listach
Album zadebiutował na ITunes 20 marca 2007 roku osiągając pierwszą pozycję w kategorii dance. W lipcu 2007 Plastic Surgery Slumber Party osiągnął 25 milionów odsłuchań w serwisie MySpace.